# Гајана
Гајана (итал. Gaiano) је насељено место у Републици Хрватској у Истарској жупанији. Административно је у саставу Града Водњана.

## Географија
Гајана се налази у унутрашњости Истре с десне стране пута који води од Водњана према Ровињу.

## Историја
Овде се налазило праисторијско насеље. Као и цела Водњанштина, у антици је било густо насељено. Претпоставља се да је овде у антици био велики посед Caiusa pa је тако настало име Гајана. Из тог периода овде су откривени надгробна плоча и саркофаг.
Данашње насеље налази се око километар јужније од старог насеља Гајана. На месту некадашње локације насеља и данас стоји сачуван звоник романичке цркве Св. Ивана Еванђелисте. Звоник је из 12. века. Црква која се налазила уз звоник срушена је 1926. а тако добијен грађевински материјал искориштен је за градњу кућа.
Гајану су похарале средњовековне епидемије па је остала пуста, као и низ других истарских села. Накнадно је насељавана углавном становништвом које је пред Турцима бежало из Далмације. Пред крај Другог светског рата спалили су је Немци и убили 15 становника. Данас Гајана има двадесетак кућа.

## Становништво
Према задњем попису становништва из 2001. године у насељу Гајана су живела 144 становника који су живели у 39 породичних домаћинстава.
Кретање броја становника по пописима 1857—2001.
| година пописа  | 1857. | 1869. | 1880. | 1890. | 1900. | 1910. | 1921. | 1931. | 1948. | 1953. | 1961. | 1971. | 1981. | 1991. | 2001. |
| бр. становника | 0     | 0     | 91    | 169   | 144   | 150   | 0     | 0     | 349   | 231   | 227   | 184   | 150   | 135   | 144   |

Напомена:У 1857., 1869., 1921. и 1931. подаци су садржани у насељима Јуршићи, општине Светвинченат и Водњан, те је у 1880. део података садржан у насељу Водњан. Од 1880. до 1910. исказивано под именом Гајан. 